# Христианство в Греции
Христианство в Греции — самая распространённая религия в стране.
По данным исследовательского центра Pew Research Center в 2010 году в Греции проживало 10,16 млн христиан, которые составляли 89,5 % населения этой страны. Энциклопедия «Религии мира» Дж. Г. Мелтона оценивает долю христиан в 2010 году в 92,9 % (10,4 млн верующих).
Крупнейшим направлением христианства в стране является православие. В 2000 году в Греции действовало 30 тыс. христианских церквей и мест богослужения, принадлежащих 58 различным христианским деноминациям.
Помимо греков, христианами также являются большинство живущих в стране аромунов, македонцев, арванитов, цыган, румын, болгар, армян, украинцев, русских, поляков, грузин, немцев, итальянцев, мегленитов и др.
По состоянию на 2015 год две греческие церкви (православных и лютеран) входят во Всемирный совет церквей. Консервативные евангельские церкви страны объединены в Общегреческий евангельский альянс, связанный со Всемирным евангельским альянсом.